# Jens Hofer
Jens Hofer (Bienne, 1º ottobre 1997) è un calciatore svizzero naturalizzato liechtensteinese, difensore del Düdingen e della nazionale liechtensteinese.

## Statistiche

### Cronologia presenze e reti in nazionale
| Cronologia completa delle presenze e delle reti in nazionale ― Liechtenstein | Cronologia completa delle presenze e delle reti in nazionale ― Liechtenstein | Cronologia completa delle presenze e delle reti in nazionale ― Liechtenstein | Cronologia completa delle presenze e delle reti in nazionale ― Liechtenstein | Cronologia completa delle presenze e delle reti in nazionale ― Liechtenstein | Cronologia completa delle presenze e delle reti in nazionale ― Liechtenstein | Cronologia completa delle presenze e delle reti in nazionale ― Liechtenstein | Cronologia completa delle presenze e delle reti in nazionale ― Liechtenstein |
| Data                                                                         | Città                                                                        | In casa                                                                      | Risultato                                                                    | Ospiti                                                                       | Competizione                                                                 | Reti                                                                         | Note                                                                         |
| ---------------------------------------------------------------------------- | ---------------------------------------------------------------------------- | ---------------------------------------------------------------------------- | ---------------------------------------------------------------------------- | ---------------------------------------------------------------------------- | ---------------------------------------------------------------------------- | ---------------------------------------------------------------------------- | ---------------------------------------------------------------------------- |
| 15-11-2018                                                                   | Vaduz                                                                        | Liechtenstein                                                                | 2 – 2                                                                        | Armenia                                                                      | UEFA Nations League 2018-2019 - 1º turno                                     | -                                                                            |                                                                              |
| 26-3-2019                                                                    | Parma                                                                        | Italia                                                                       | 6 – 0                                                                        | Liechtenstein                                                                | Qual. Euro 2020                                                              | -                                                                            |                                                                              |
| 8-6-2019                                                                     | Erevan                                                                       | Armenia                                                                      | 3 – 0                                                                        | Liechtenstein                                                                | Qual. Euro 2020                                                              | -                                                                            |                                                                              |
| 11-6-2019                                                                    | Vaduz                                                                        | Liechtenstein                                                                | 0 – 2                                                                        | Finlandia                                                                    | Qual. Euro 2020                                                              | -                                                                            |                                                                              |
| 8-9-2019                                                                     | Amarousio                                                                    | Grecia                                                                       | 1 – 1                                                                        | Liechtenstein                                                                | Qual. Euro 2020                                                              | -                                                                            | 85’                                                                          |
| 15-10-2019                                                                   | Vaduz                                                                        | Liechtenstein                                                                | 0 – 5                                                                        | Italia                                                                       | Qual. Euro 2020                                                              | -                                                                            |                                                                              |
| 7-10-2020                                                                    | Lussemburgo                                                                  | Lussemburgo                                                                  | 1 – 2                                                                        | Liechtenstein                                                                | Amichevole                                                                   | -                                                                            | 58’                                                                          |
| 10-10-2020                                                                   | Vaduz                                                                        | Liechtenstein                                                                | 0 – 1                                                                        | Gibilterra                                                                   | UEFA Nations League 2020-2021 - 1º turno                                     | -                                                                            | 26’                                                                          |
| 13-10-2020                                                                   | Eschen                                                                       | Liechtenstein                                                                | 0 – 0                                                                        | San Marino                                                                   | UEFA Nations League 2020-2021 - 1º turno                                     | -                                                                            | 46’                                                                          |
| 17-11-2020                                                                   | Gibilterra                                                                   | Gibilterra                                                                   | 1 – 1                                                                        | Liechtenstein                                                                | UEFA Nations League 2020-2021 - 1º turno                                     | -                                                                            |                                                                              |
| 25-3-2021                                                                    | Vaduz                                                                        | Liechtenstein                                                                | 0 – 1                                                                        | Armenia                                                                      | Qual. Mondiali 2022                                                          | -                                                                            | 82’                                                                          |
| 28-3-2021                                                                    | Skopje                                                                       | Macedonia del Nord                                                           | 5 – 0                                                                        | Liechtenstein                                                                | Qual. Mondiali 2022                                                          | -                                                                            |                                                                              |
| 31-3-2021                                                                    | Vaduz                                                                        | Liechtenstein                                                                | 1 – 4                                                                        | Islanda                                                                      | Qual. Mondiali 2022                                                          | -                                                                            | 78’                                                                          |
| 3-6-2021                                                                     | San Gallo                                                                    | Svizzera                                                                     | 7 – 0                                                                        | Liechtenstein                                                                | Amichevole                                                                   | -                                                                            |                                                                              |
| 7-6-2021                                                                     | Tórshavn                                                                     | Fær Øer                                                                      | 5 – 1                                                                        | Liechtenstein                                                                | Amichevole                                                                   | -                                                                            | cap.                                                                         |
| 2-9-2021                                                                     | San Gallo                                                                    | Liechtenstein                                                                | 0 – 2                                                                        | Germania                                                                     | Qual. Mondiali 2022                                                          | -                                                                            |                                                                              |
| 5-9-2021                                                                     | Bucarest                                                                     | Romania                                                                      | 2 – 0                                                                        | Liechtenstein                                                                | Qual. Mondiali 2022                                                          | -                                                                            |                                                                              |
| 8-9-2021                                                                     | Erevan                                                                       | Armenia                                                                      | 1 – 1                                                                        | Liechtenstein                                                                | Qual. Mondiali 2022                                                          | -                                                                            |                                                                              |
| 8-10-2021                                                                    | Vaduz                                                                        | Liechtenstein                                                                | 0 – 4                                                                        | Macedonia del Nord                                                           | Qual. Mondiali 2022                                                          | -                                                                            |                                                                              |
| 11-10-2021                                                                   | Reykjavík                                                                    | Islanda                                                                      | 4 – 0                                                                        | Liechtenstein                                                                | Qual. Mondiali 2022                                                          | -                                                                            |                                                                              |
| 11-11-2021                                                                   | Wolfsburg                                                                    | Germania                                                                     | 9 – 0                                                                        | Liechtenstein                                                                | Qual. Mondiali 2022                                                          | -                                                                            | 9’                                                                           |
| 25-3-2022                                                                    | San Pedro del Pinatar                                                        | Capo Verde                                                                   | 6 – 0                                                                        | Liechtenstein                                                                | Amichevole                                                                   | -                                                                            | 46’                                                                          |
| 29-3-2022                                                                    | San Pedro del Pinatar                                                        | Fær Øer                                                                      | 1 – 0                                                                        | Liechtenstein                                                                | Amichevole                                                                   | -                                                                            |                                                                              |
| 22-9-2022                                                                    | Vaduz                                                                        | Liechtenstein                                                                | 0 – 2                                                                        | Andorra                                                                      | UEFA Nations League 2022-2023 - 1º turno                                     | -                                                                            |                                                                              |
| 25-9-2022                                                                    | Chișinău                                                                     | Moldavia                                                                     | 2 – 0                                                                        | Liechtenstein                                                                | UEFA Nations League 2022-2023 - 1º turno                                     | -                                                                            |                                                                              |
| 16-11-2022                                                                   | Gibilterra                                                                   | Gibilterra                                                                   | 2 – 0                                                                        | Liechtenstein                                                                | Amichevole                                                                   | -                                                                            | 22’                                                                          |
| 24-3-2023                                                                    | Lisbona                                                                      | Portogallo                                                                   | 4 – 0                                                                        | Liechtenstein                                                                | Qual. Euro 2024                                                              | -                                                                            |                                                                              |
| 26-3-2023                                                                    | Vaduz                                                                        | Liechtenstein                                                                | 0 – 7                                                                        | Islanda                                                                      | Qual. Euro 2024                                                              | -                                                                            |                                                                              |
| 17-6-2023                                                                    | Lussemburgo                                                                  | Lussemburgo                                                                  | 2 – 0                                                                        | Liechtenstein                                                                | Qual. Euro 2024                                                              | -                                                                            | 75’                                                                          |
| 20-6-2023                                                                    | Vaduz                                                                        | Liechtenstein                                                                | 0 – 1                                                                        | Slovacchia                                                                   | Qual. Euro 2024                                                              | -                                                                            |                                                                              |
| 13-10-2023                                                                   | Vaduz                                                                        | Liechtenstein                                                                | 0 – 2                                                                        | Bosnia ed Erzegovina                                                         | Qual. Euro 2024                                                              | -                                                                            |                                                                              |
| 16-11-2023                                                                   | Vaduz                                                                        | Liechtenstein                                                                | 0 – 2                                                                        | Portogallo                                                                   | Qual. Euro 2024                                                              | -                                                                            | 77’                                                                          |
| 19-11-2023                                                                   | Vaduz                                                                        | Liechtenstein                                                                | 0 – 1                                                                        | Lussemburgo                                                                  | Qual. Euro 2024                                                              | -                                                                            | 63’                                                                          |
| 22-3-2025                                                                    | Vaduz                                                                        | Liechtenstein                                                                | 0 – 3                                                                        | Macedonia del Nord                                                           | Qual. Mondiali 2026                                                          | -                                                                            | 32’                                                                          |
| 25-3-2025                                                                    | Vaduz                                                                        | Liechtenstein                                                                | 0 – 2                                                                        | Kazakistan                                                                   | Qual. Mondiali 2026                                                          | -                                                                            | 68’                                                                          |
| 6-6-2025                                                                     | Cardiff                                                                      | Galles                                                                       | 3 – 0                                                                        | Liechtenstein                                                                | Qual. Mondiali 2026                                                          | -                                                                            |                                                                              |
| 9-6-2025                                                                     | Vaduz                                                                        | Liechtenstein                                                                | 0 – 4                                                                        | Scozia                                                                       | Amichevole                                                                   | -                                                                            |                                                                              |
| Totale                                                                       |                                                                              | Presenze                                                                     | 37                                                                           |                                                                              | Reti                                                                         | 0                                                                            |                                                                              |